# نجم الدين بن نما الحلي
جعفر بن محمد بن جعفر بن هبة الله بن نَما الحلي الربعي، الملقب بنجم الملة والدين (567 هـ - 680 هـ / 1171 م - 1281 م) من أعلام الشيعة الإمامية الاثني عشرية في القرن السابع الهجري في الفقه ورواية الحديث والأدب والسيرة، ولد في مدينة الحلة، مركز محافظة بابل الآن، بالعراق. من اساتذته ابن ادريس الحلي. ويعد ابن نما من مشايخ العلاّمة الحلي. ينتمي الى أسرة ابن نما الحلية التي ضمت عدداً من علماء الفقه والرواية مثل أخيه وأبيه وجده له كتاب مثير الاحزان وهو من المَقاتل التي صنفت في مقتل الحسين بن علي.

## حياته
الشيخ نجم الدين جعفر بن محمد بن جعفر بن هبة الله بن نما بن علي بن حمدون الحلي الربعي،المعروف هو وأبوه بابن نما الحلي، عالم وفقيه كبير وأديب ومؤرخ وشاعر من أعلام الإسلام، وهو أستاذ العلامة الحلي، ولد في الحلة من أسرة أنجبت العديد من الفقهاء والعلماء، وكان لها دوراً كبيراً في رفد الحركة العلمية والأدبية في الحلة والمساهمة في نهضتها الحضارية وكان لها الزعامة الروحية للشيعة. قال السيد محسن الأمين: "بنو نما طائفة كبيرة في الحلة فيهم العلماء والفقهاء والمحدثون"، وقال السيد محمد صادق بحر العلوم: "اشتهرَ آلُ نما الرّبعيّ بالفضل، والأدب، والزّعامة العلميّة في الحلّة، وخدموا العلم أيّاماً طوالاً، نبغ منهم أفرادٌ لا يُستهان بهم، وتخرّج عليهم كثيرٌ من العلماء الأفاضل خدموا العلم والأدب، وكان عصرُ جدِّهم "نما" عصر الشّيخ أبي عليّ بن الشّيخ الطّوسيّ". ويقول الشّيخ عبد المولى الطّريحيّ: "وممّن نبغَ فيها ــ أي الحلة ــ من أساطين علماء الإماميّة في القرن السّابع الهجريّ آل نما، وهي الأسرة العلميّة الدّينيّة القديمة الكريمة، الّتي ظَهَرتْ ولَمَعَتْ في الحلّة، واشتهرَ من أعلامها هبة الله بن نما جدّ نجيب الدّين، وجعفر بن نما، وعليّ بن نما، وغيرهم كثير".

## أساتيذه
- الشيخ محمد بن جعفر بن نما الحلي، والده
- الشيخ محمّد بن أحمد بن إدريس الحلّي
- الشيخ محمّد بن جعفر المشهدي

## تلاميذه
- الشيخ نظام الدين أحمد بن محمد بن نما الحلي، أخوه
- الشيخ العلامة الحلي.
- الشيخ محمد بن الحسن المهتدي
- الشيخ جعفر بن محمّد الحلّي المعروف بالمحقّق الحلّي
- الشيخ يوسف الحلّي والد العلّامة الحلّي
- الشيخ أحمد بن جعفر بن نما ، نجله
- السيّد علي بن طاووس
- السيّد أحمد بن طاووس
- الشيخ محمّد بن أحمد القسيني
- الشيخ يحيى بن سعيد الحلّي
- كمال الدين علي بن الحسين بن حمّاد اللّيثي الواسطي
- عبد الرزاق بن أحمد المعروف بابن الفُوَطي

## من كتبه
- مثير الأحزان: أهم كُتبه مثير الأحزان، تناول فيه قصة مقتل الإمام الحسين وأصحابه في يوم عاشوراء
- منهج الشيعة في فضائل وصي خاتم الشريعة
- ذوب النضار في أخذ الثار في أحوال المختار

## كتاب عنه
جمع شعره الشيخ فارس حسون كريم مستنداً الى ما وجده بين دفتي كتابيه المذكورين وما ذكره المؤرخ محمد علي اليعقوبي من شعره في كتاب البابليات، ورتبها حسب القوافي وسماه الولاء الحسينيّ في أشعار ابن نما الحلّيّ

## من أشعاره
قال في رثاء الحسين بن علي
وقال في مورد آخر
وله مفتخراً باسرته ومعاليها 